# Fabio Firmani
Fabio Firmani (ur. 26 maja 1978 w Rzymie) – włoski piłkarz występujący na pozycji środkowego pomocnika.

## Kariera klubowa
Fabio Firmani zawodową karierę rozpoczynał w 1995 roku w AS Lodigiani. Następnie trafił do Vicenzy Calcio, a sezon 1998/1999 spędził na wypożyczeniu w Regginie. Następnie połowę praw do karty Firmaniego wykupiło Chievo Werona, jednak Włoch szybko powrócił do Vicenzy, skąd jeszcze w tym samym sezonie został wypożyczony do Bologny. Podczas rozgrywek 2002/2003 Firmani reprezentował barwy SSC Venezia, dla którego rozegrał 21 ligowych meczów i strzelił 1 gola.
Latem 2003 roku włoski zawodnik podpisał kontrakt z Catanią Calcio. W nowym klubie ligowy debiut zaliczył 7 września w przegranym 0:3 meczu przeciwko Cagliari Calcio. Przez 2 sezony spędzone w tym sycylijskim zespole Firmani wystąpił w 39 ligowych pojedynkach, po czym w 2005 roku trafił do S.S. Lazio. Na Stadio Olimpico miał zastąpić Giuliano Giannicheddę, który odszedł do Juventusu. Firmani nie spełnił jednak pokładanych w nim nadziei i od początku pobytu w ekipie „Biancocelestich” pełni rolę rezerwowego. W Lazio zadebiutował 28 sierpnia w zwycięskim 1:0 spotkaniu z Messiną, natomiast pierwsze trafienie zaliczył 25 listopada 2007 roku w wygranym 1:0 meczu przeciwko Parmie.
W lutym 2009 roku Firmani został wypożyczony do Al-Wasl Dubaj i grał tam do końca sezonu. Latem powrócił do S.S. Lazio i otrzymał koszulkę z numerem „4”.

## Kariera reprezentacyjna
Firmani ma za sobą występy w młodzieżowych reprezentacjach Włoch. Grał w drużynach do lat 18 i 21, dla których łącznie rozegrał 17 pojedynków i uzyskał 1 trafienie. Z zespołem do lat 21 Firmani zdobył w 2000 roku Młodzieżowe Mistrzostwo Europy, a „Azzurrini” pokonali wówczas w finale Czechów. W tym samym roku były gracz Vicenzy uczestniczył w Igrzysk Olimpijskich w Sydney, na których Włosi zostali wyeliminowani w ćwierćfinale.